# Georgiana Popa
Georgiana Popa (ur. 24 marca 2003 w Lugoju) – rumuńska siatkarka, grająca na pozycji przyjmującej, reprezentantka Rumunii.
Do seniorskiej reprezentacji narodowej po raz pierwszy została powołana w 2021. W październiku 2022 wraz z CSM Lugoj wywalczyła Superpuchar Rumunii, zostając wybrana MVP turnieju finałowego. W sezonie 2022/2023 wraz z drużyną dotarła do finału Pucharu Challenge, przegrywając dwukrotnie w dwumeczu z Reale Mutua Fenera Chieri.

## Sukcesy klubowe
Superpuchar Rumunii:
- 2022[4]

Puchar Challenge:
- 2023[7]

Puchar Rumunii:
- 2023[8]